# Turgeněvskaja (stanice metra v Moskvě)

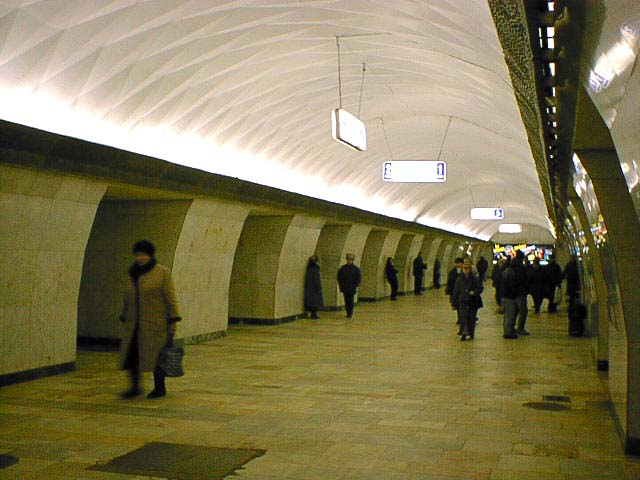
Střední loď stanice

Turgeněvskaja (rusky Тургеневская) je stanice moskevského metra. Nachází se v centrální části Kalužsko-Rižské linky, otevřena byla 31. prosince roku 1971.

## Charakter stanice
Stanice nese svůj název po spisovateli Ivanu Sergejeviči Turgeněvovi. Je to hluboko založená ražená trojlodní stanice, 49 m hluboko pod zemí. Z ní se lze dostat jak na povrch přímým výstupem, tak do sousední stanice Sokolničeské linky, Čistyje prudy. Mělce založený podpovrchový vestibul pod Turgeněvským náměstím je rovněž společný pro obě linky.
Obklad stanice tvoří v prostoru stěn za jejím nástupištěm bílý, u kolejiště černý, mramor v kombinaci s kovovými reliéfy, sloupy jsou pak obložené jen bílým mramorem. Strop je od stěn oddělen opticky tmavě zbarveným kovovým pásem a je obložen bílými plasticky tvarovanými kovovými pláty. Osvětlení je umístěno nad sloupy a nasvěcuje strop stanice. Na podlahu byla použita šedá žula.

## Turgeněvskaja v kultuře
Ve stanici Turgeněvskaja se odehrává část děje knihy Metro 2033 od Dmitrije Gluchovského.